# Estadio Julio Silva Bolaño
El estadio Julio Silva Bolaño es un estadio de béisbol con capacidad para 3000 espectadores localizado en la ciudad de Ciénaga, en el departamento de Magdalena, al norte de Colombia. Fue sede alterna de la Liga Colombiana de Béisbol Profesional albergando varios partidos de temporada regular y de play-off, además de los partidos de local del campeonato de Primera C del desaparecido equipo Ciénaga F.C. Es la sede del equipo Asdrubal Bolaños que participa en el torneo de fútbol sub-18 organizado por la División Mayor del Fútbol Colombiano.
- Datos: Q5646795